# 시냐 디크스
지냐 디크스(Sinja Dieks, 1986년 3월 26일 ~ )는 독일의 배우이다.